# قصر مالطة
قصر مالطة، المسمى رسمياً باسم القصر الملكي (بالإيطالية: Palazzo Magistrale)‏، هو المقر الرئيسي لمنظمة فرسان مالطة العسكرية المستقلة (المقر الآخر هو فيلا دير مالطة في هضبة افنتين)، وهي منظمة دينية كاثوليكية رومانية علمانية ذات سيادة بحسب القانون الدولي. يقع القصر في شارع فيا دي كوندوتي، 68 في روما، إيطاليا، على بعد دقائق قليلة سيراً على الأقدام من سبانش ستيبس، وقد مُنح صلاحيات خارج الحدود الإقليمية من قبل الحكومة الإيطالية. والقصر ملكاً لمنظمة فرسان مالطة منذ عام 1630.

## السياق العام
في 12 يونيو 1798، شوهدت القوات الفرنسية بقيادة نابليون بونابرت في أفق جزيرة مالطة، وكانت مالطة قاعدة لمنظمة القديس يوحنا، والتي تسمى أيضاً منظمة فرسان مالطة. منحت الجزيرة من قبل تشارلكان، الإمبراطور الروماني المقدس عام 1530. غادر نابليون الجزيرة بحامية كبيرة وإدارة مختارة بعناية. بعد الانتفاضة المالطية، ثم استولى القائد نيلسون البريطاني على مالطة في 5 سبتمبر 1800. أصبحت مالطة مستعمرة بريطانية في 30 مارس 1814 بموجب معاهدة باريس.

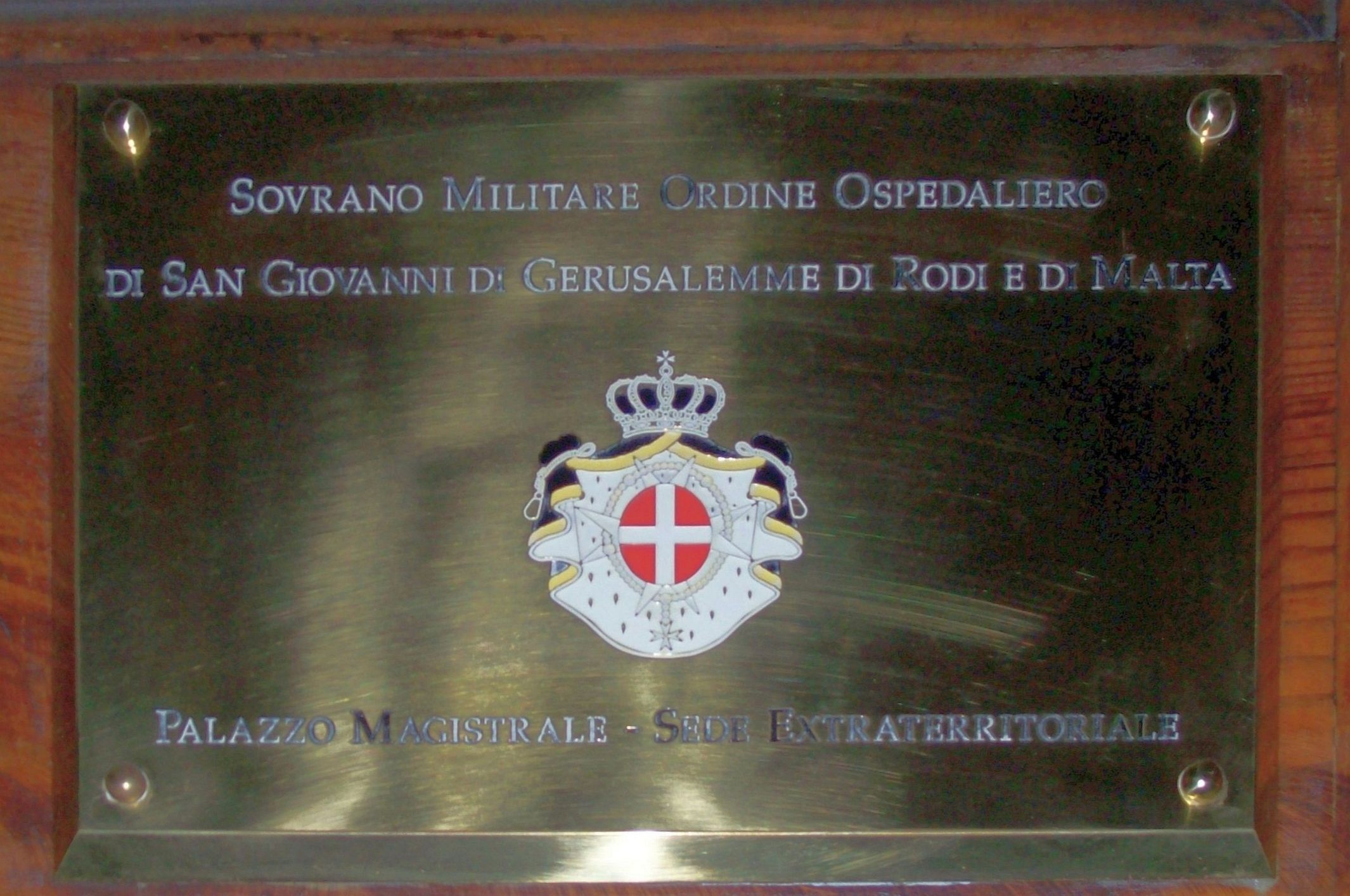
لوحة عند مدخل القصر.

وهكذا، تُركت منظمة فرسان مالطة دون أي إقليم أو أرض تُسيطر عليها، وتم حلها فعلياً. ومع ذلك، تم إعادة هيكلة المنظمة عام 1834، تحت الاسم الجديد "نظام الإسبتارية العسكرية المستقلة للقديس يوحنا في القدس ورودس ومالطة"، أو ببساطة "منظمة فرسان مالطة العسكرية المستقلة" (SMOM). تم إنشاء المقر الجديد في قصر مالطة. في عام 1869، مُنح قصر مالطة والمقر الآخر للمنظمة -فيلا مالطة- صلاحية خارج الحدود الإقليمية. واليوم، تعترف بها 110 دول كمقر مستقل لكيان ذو سيادة، مع إقامة علاقات دبلوماسية متبادلة.

## تاريخ

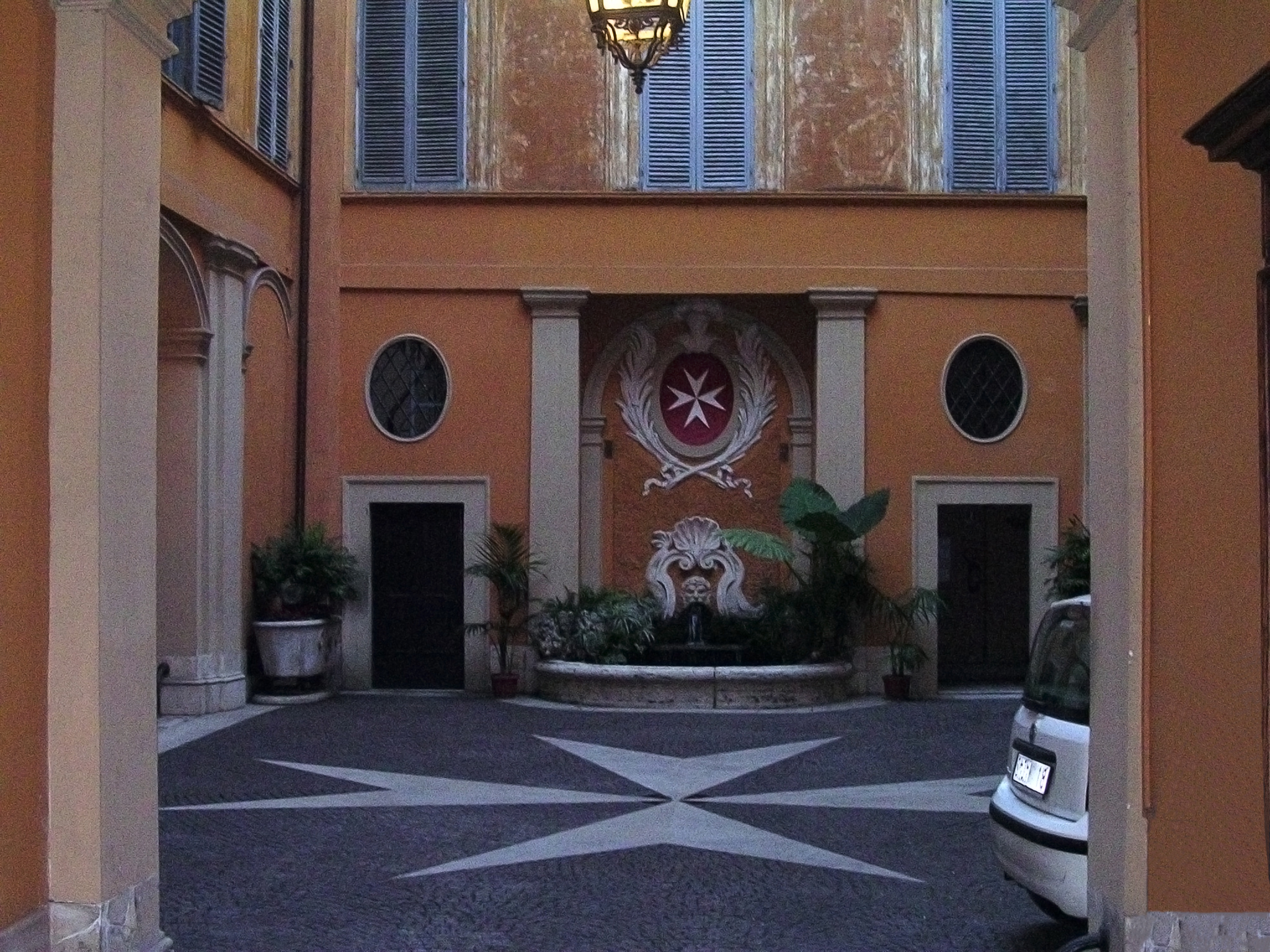
فناء قصر مالطة

تم شراء المبنى الذي يسمى الآن قصر مالطة في القرن السادس عشر من قبل عالم الآثار الإيطالي والمالطي المولد أنطونيو بوسيو، الذي كان عمه ممثلاً لمنظمة القديس يوحنا لدى الكرسي الرسولي. عندما توفي بوسيو عام 1629، ترك المبنى للرهبنة، وأصبح بعد ذلك منزلاً لسفير الرهبنة لدى الكرسي الرسولي. عندما أصبح كارلو ألدوبرانديني سفيراً، قام بتوسيع المبنى إلى حجمه الحالي. يتم أيضاً تنفيذ غالبية الأعمال الحكومية والإدارية في المبنى.
في عشرينيات القرن الثامن عشر، عهد السيد الكبير أنطونيو مانويل دي فيلهينا إلى كارلو جيماش بترميم القصر وزخرفته. تم استرجاع هذه المعلومات من خلال الرسائل المتبادلة بين المعلم الكبير وسفير النظام في روما، جيامباتيستا سبينولا. تضمنت التجديدات إضافة نافورة كبيرة في الفناء. ظل المبنى سفارة حتى نقل النظام بأكمله مقره الرئيسي هناك عام 1834.
تم تجديد المبنى على نطاق واسع بين عامي 1889 و1894، ولكن تم الاحتفاظ بمعظم الخصائص الأصلية.
في 26 يناير 1938، تم تعميد إنفانتي خوان كارلوس (الملك المستقبلي خوان كارلوس الأول) في هذا القصر في حفل ترأسه الكاردينال باتشيلي، البابا المستقبلي بيوس الثاني عشر.
ماثيو فيستينج الذي شغل منصب أمير المنظمة والمعلم الأكبر، عاش في المبنى من عام 2008 حتى استقالته في عام 2017، بعد نزاع مع الفاتيكان.

## العمارة
المبنى مصنوع من كتل حجرية، ويتوج بإفريز مزخرف.

## وصلات خارجية
- قصر مالطة على الموقع الرسمي لمنظمة فرسان مالطة
- قصر مالطة على يوتيوب